# Ewart Brown
Ewart Frederick Brown, Jr. est un homme politique bermudien. Il est Premier ministre des Bermudes de 2006 à 2010.

## Biographie
Ewart Frederick Brown naît aux Bermudes en 1946. Sa mère était membre du Parti bermudien uni et représentante au Parlement des Bermudes. Il suit ses études secondaires aux Bermudes puis en Jamaïque où il excelle en cricket et athlétisme de plein air. Il continue ensuite ses études supérieures à l'université Howard aux États-Unis. En 1966, il représente les Bermudes aux Jeux du Commonwealth. Il s'implique aussi dans les mouvements proches du Black Panther Party présents dans son université. Il poursuit ses études en médecine à l'université de Californie à Los Angeles jusqu'au doctorat, obtient la nationalité américaine et ouvre une clinique en 1974. En parallèle, il s'implique dans la vie publique en Californie, particulièrement dans le domaine de la santé et de l'éducation.
En 1993, il revient définitivement aux Bermudes et s'implique dans la vie politique en concourant aux élections législatives pour le Parti travailliste progressiste alors dans l'opposition. Après les élections, il devient membre du cabinet fantôme chargé de la Jeunesse et du Sport, puis des Affaires humaines. En 1998, il est élu député et devient ministre des Transports dans le gouvernement de Jennifer M. Smith.
Après la seconde victoire du Parti travailliste progressiste en 2003, il refuse de soutenir Jennifer M. Smith comme chef du parti et, avec l'aide d'une fraction du groupe parlementaire, il la pousse à la démission. C'est alors Alex Scott qui devient Premier ministre des Bermudes et Brown devient vice-Premier ministre. Mais le compromis est boiteux et, en 2006, Scott est évincé au profit de Brown qui devient le neuvième Premier ministre des Bermudes.
Durant son mandat, il essaye de réduire le poids des voitures individuelles dans l'archipel et tente d'aller vers davantage d'indépendance des Bermudes par rapport au Royaume-Uni, même si l'ensemble des sondages montre que la majorité de la population souhaite conserver le statut de territoire britannique d'outre-mer. Il a aussi des relations particulièrement difficiles avec la presse, l'accusant régulièrement de racisme.
En 2008, il annonce qu'il ne fera qu'un seul mandat comme Premier ministre.
En 2009, il accepte secrètement d'accueillir aux Bermudes vingt-deux militants Ouïghours qui avaient été enfermés par erreur au camp de Guantánamo et ne pouvaient retourner en Chine. Cependant, les relations extérieures des Bermudes étant sous la seule responsabilité du Royaume-Uni, celui-ci refuse d'accepter cet accord entre les Bermudes et les États-Unis. De plus, l'accord passé entre Brown et Barack Obama a été caché à une partie du gouvernement bermudien, ce qui provoque des tensions en son sein, ainsi qu'au service de police des Bermudes, qui aurait été responsable de tout problème de sécurité.
En 2010, après les élections, Paula Cox (qui a été sa vice-Première ministre) lui succède à la tête du Parti travailliste progressiste et du gouvernement des Bermudes.